# Nebezpečná identita
Nebezpečná identita (v anglickém originále Ringer) je americký dramatický televizní seriál, jehož autory jsou Eric Charmelo a Nicole Snyder. Premiérově byl vysílán v letech 2011–2012 na stanici The CW. Celkově bylo natočeno 22 dílů, po první řadě byl kvůli nízké sledovanosti zrušen.
V titulní dvojroli dvojčat Bridget a Siobhan se zde představila Sarah Michelle Gellar. Obě sestry se dlouho neviděly, krátce po jejich opětovném shledání Siobhan zmizí – zdá se, že spáchala sebevraždu. Bridget, která je na útěku před policií i kriminálním bossem, převezme její totožnost a snaží se žít Siobhanin život s manželem Andrewem a nevlastní dcerou Juliet ve vyšších vrstvách newyorské společnosti. Postupně však odhaluje, že sestra měla různá tajemství.

## Příběh
Bridget Kellyová je drogově závislá striptérka žijící ve Wyomingu, která se ze své závislosti léčí díky agentovi FBI Victoru Machadovi, jenž ji má také pod svou ochranou. Bridget totiž souhlasila, že bude svědčit proti svému zaměstnavateli, místnímu kriminálnímu bossovi Bodawayi Macawimu, který v její přítomnosti spáchal vraždu. Macawiho se ale bojí, neboť tento zločinec již zabil několik svědků svých předchozích zločinů; proto uprchne do New Yorku za svou sestrou Siobhan, svým identickým dvojčetem, se kterou se však kvůli vážným událostem z minulosti dlouho neviděla.
Krátce po Bridgetině příjezdu do New Yorku ale Siobhan, která o sestře nikomu ve své rodině neřekla, zmizí – zřejmě spáchá sebevraždu skokem do oceánu. Zoufalá Bridget převezme Siobhaninu identitu a snaží se zapadnout do jejího života mezi společností bohatých Newyorčanů. Jejími nejbližšími jsou manžel Andrew Martin, nevlastní dcera Juliet, nejlepší kamarádka Gemma a její muž Henry, se kterým však měla Siobhan milostný poměr. Do New Yorku se za domnělou Siobhan rozjede i agent Machado, který si myslí, že by mohla vědět, kde se její sestra nachází. Jediným člověkem, který ví, že Bridget převzala život své bohaté sestry, je Malcolm, její přítel a patron z Anonymních narkomanů. Bridgetin nový život se začne komplikovat již na začátku, když zjistí, že Siobhan se snaží někdo zavraždit. Sama se navíc bojí, že ji může najít i Macawi. Zároveň postupně odhaluje různá tajemství své sestry.

## Obsazení

### Hlavní role

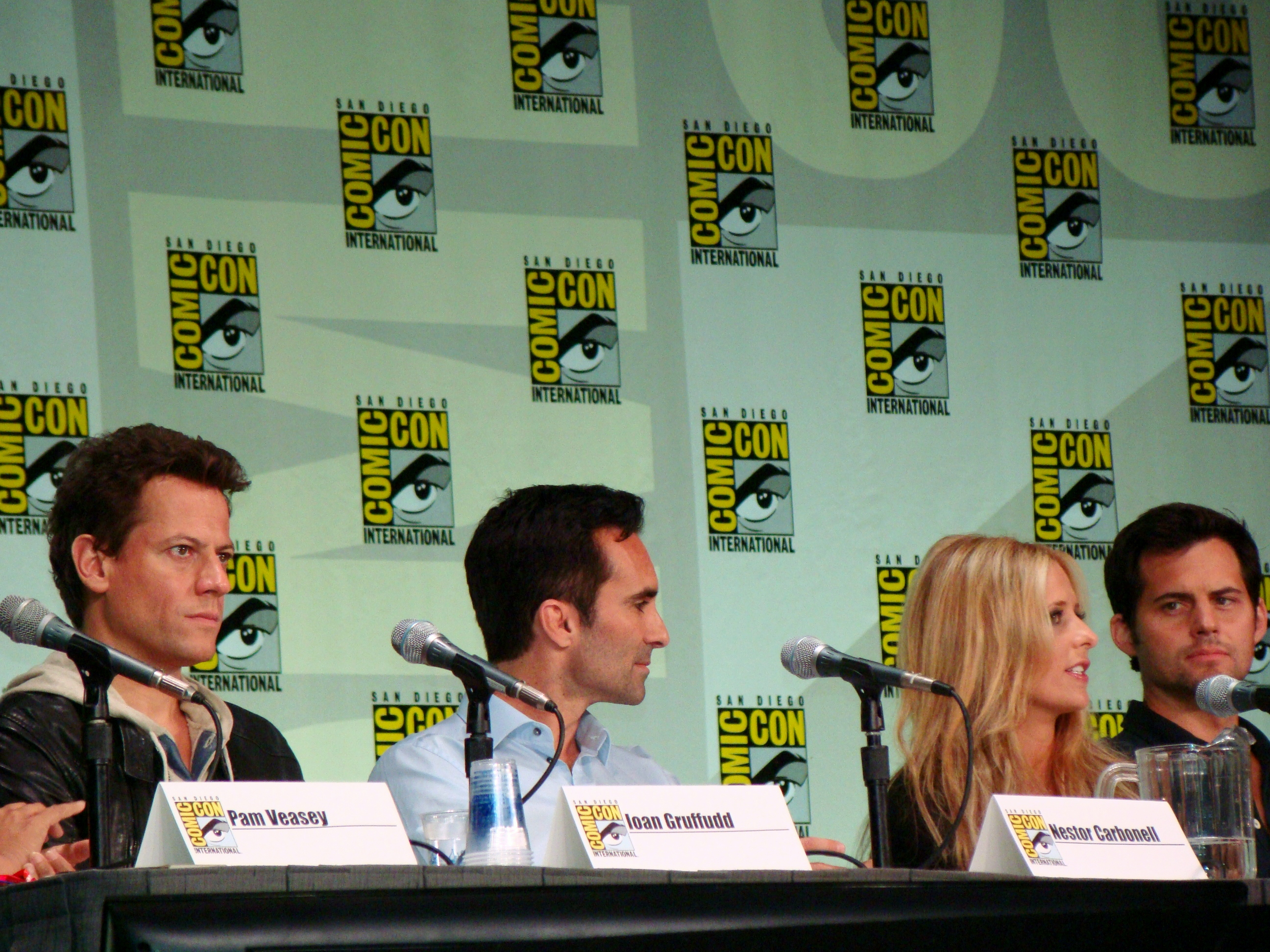
Představitelé hlavních postav Nebezpečné identity na Comic-Conu 2011. Zleva Ioan Gruffudd, Nestor Carbonell, Sarah Michelle Gellar a Kristoffer Polaha.

- Sarah Michelle Gellar (český dabing: Klára Sochorová) jako Siobhan Martinová a Bridget Kellyová – Identická dvojčata, dříve nejlepší kamarádky, jejichž osudy se před několika lety kvůli tragické události rozdělily. Zatímco Siobhan se přestěhovala do New Yorku, kde se vdala za bohatého finančníka Andrewa Martina, Bridget se protloukala životem, opíjela se, začala brát drogy a stala se striptérkou ve Wyomingu. Byla však svědkem vraždy a i když byla pod ochranou FBI, bála se o svůj život a snažila se ukrýt u své sestry, kterou dlouho neviděla.[1]
- Kristoffer Polaha (český dabing: Jakub Saic) jako Henry Butler – Spisovatel, manžel Gemmy, se kterou má dva malé chlapce – dvojčata. V manželství však není šťastný, již nějakou dobu udržuje milostný poměr se Siobhan.[2]
- Ioan Gruffudd (český dabing: Filip Jančík) jako Andrew Martin – Siobhanin manžel, milionář, který své jmění vydělal ve své firmě Martin/Charles Financial. Se Siobhan se oženil, protože jeho předchozí manželství neklapalo, avšak poslední dobou příliš nefunguje ani jeho svazek se Siobhan.[3]
- Nestor Carbonell (český dabing: Libor Terš) jako Victor Machado – Speciální agent FBI, který už dlouho jde po zločinci Macawim. Jeho největší nadějí je právě Bridget, která má proti tomuto kriminálníkovi svědčit a kterou měl za úkol chránit. Po jejím útěku odjíždí do New Yorku, aby kontaktoval její sestru Siobhan, o níž si myslí, že svému dvojčeti mohla pomoct.[4]
- Mike Colter (český dabing: Radek Kuchař) jako Malcolm Ward – Profesor informatiky ve Wyomingu, přítel Bridget a také její patron u Anonymních narkomanů, kde se dříve sám vyléčil z drogové závislosti. Jenom on ví, že Bridget utekla do New Yorku, kde se vydává za svou zmizelou sestru.[5]

### Vedlejší role
- Zoey Deutch jako Juliet Martinová – Nevlastní dcera Siobhan, dcera Catherine a Andrewa Martinových.
- Justin Bruening jako Tyler Barrett – Zaměstnanec firmy Martin/Charles Financial v Paříži.
- Jason Dohring jako Carpenter – Učitel Juliet na střední škole.
- Jaime Murray jako Olivie (v originále Olivia) Charlesová – Andrewova pracovní partnerka, spolumajitelka firmy Martin/Charles Financial.
- Andrea Roth jako Catherine Martinová – Bývalá Andrewova manželka a matka Juliet.
- Zahn McClarnon jako Bodaway Macawi – Kriminální boss z Wyomingu, který chce zabít Bridget.
- Billy Miller jako Charlie – Bridgetin patron u Anonymních narkomanů v New Yorku.
- Tara Summers jako Gemma Butlerová – Architektka, manželka Henryho Butlera a nejlepší přítelkyně Siobhan.
- Gage Golightly jako Tessa Bannerová – Spolužačka Juliet.
- Chris Elwood jako Doug Cupertino – Agent FBI, Machadův partner v New Yorku.
- Sean Patrick Thomas jako Solomon Vessida – Siobhanin řidič a bodyguard.
- Darren Pettie jako Jimmy Kemper – Detektiv, Machadův partner ve Wyomingu.
- Jordan Marder jako Rex Barton – Nájemný zabiják, který jde po Siobhan.

Jako hosté se v seriálu objevili také např. Amber Benson, Mädchen Amick a Misha Collins.

## Produkce

### Koncepce
Tvůrci seriálu Nebezpečná identita jsou Eric Charmelo a Nicole Snyder, kteří měli kompletní děj rozvržený do tří řad. Oba se stali výkonnými koproducenty pořadu, přidala se k nim i Sarah Michelle Gellar a také výkonná producentka Pam Veasey, jež působila také na pozici showrunnera. Peter Traugott, spoluprodukující pilotní epizodu, označil celý seriál za „nabroušený thriller o vykoupení a o pomstě“, kdy jedna ze sester-dvojčat hledá spásu a vykoupení, zatímco druhá se chce mstít. Pro postupné odkrývání událostí z minulosti postav show značně využívá retrospektivu, typické je také velké množství rychlých dějových zvratů. Charmelo pořad rovněž přirovnal k seriálu Patty Hewes – nebezpečná advokátka, neboť také v Nebezpečné identitě „si chceme hrát s časem a perspektivou“.

### Natáčení
Pilotní epizoda Nebezpečné identity byla oznámena na začátku roku 2011, připravována byla pro stanici CBS. Její natáčení začalo v březnu toho roku v New Yorku, režie se ujal Richard Shepard, scenáristy byli tvůrci show Charmelo a Snyder. Ostatní díly byly filmovány především v Los Angeles.
Seriál navazující na pilotní epizodu byl schválen 13. května 2011 na The CW, sesterské stanici televize CBS; ke koproducentům ABC Studios a CBS Television Studios se nově přidalo studio Warner Bros. Television. Tehdy bylo objednáno 13 dílů, jejichž filmování začalo v červenci 2011. Ke schválení celé sezóny o 22 epizodách došlo 12. října 2011, přibližně měsíc po premiéře pilotního dílu.
Po poklesu sledovanosti během zimní přestávky a následné nejistotě, zda dojde k objednání druhé řady, byl seriál i přes kampaň fanoušků dne 11. května 2012 stanicí The CW zrušen.

### Obsazení a jeho změny

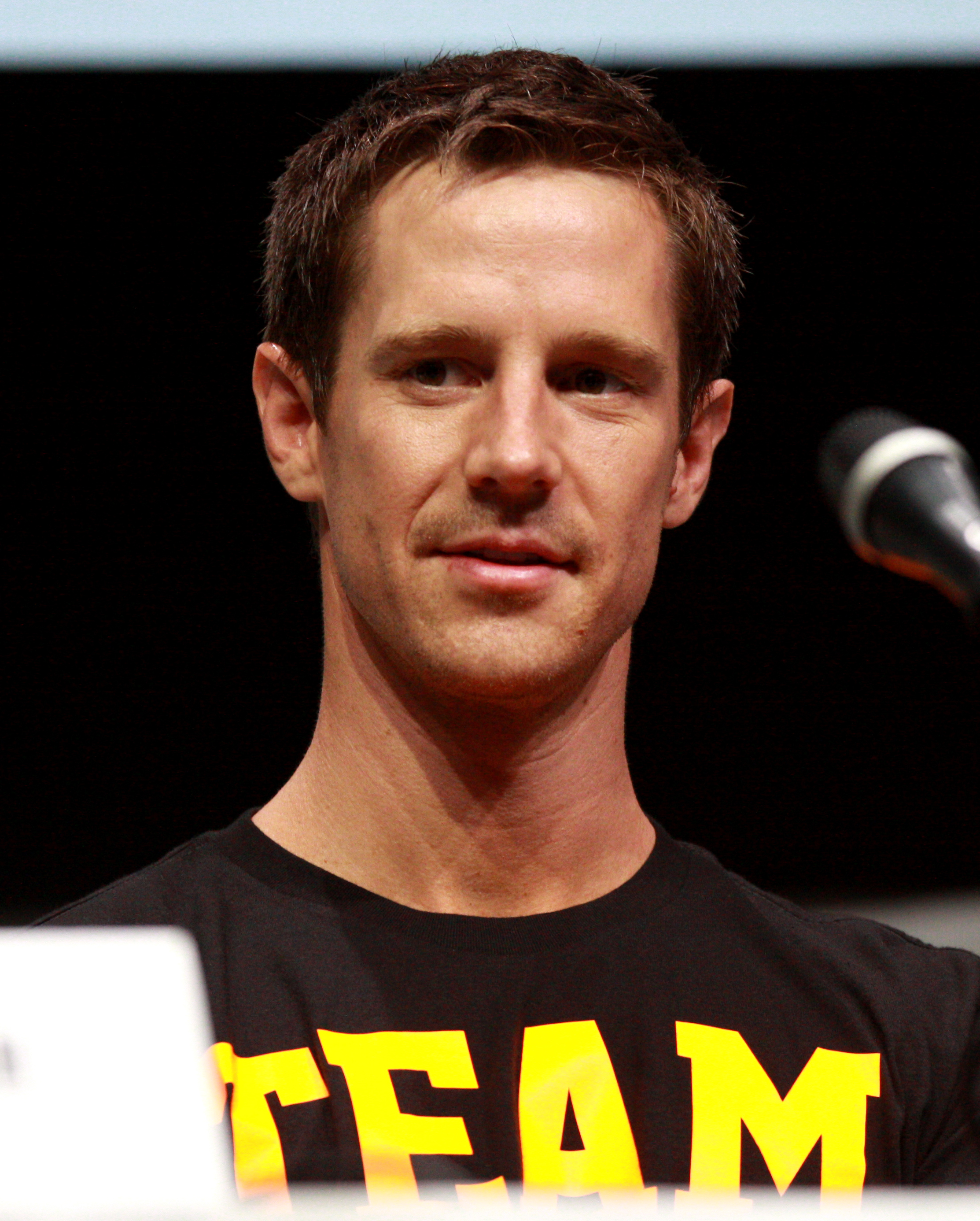
Jason Dohring, který ztvárnil učitele Carpentera

Casting pro seriál začal v lednu 2011. Jako první byla obsazena Sarah Michelle Gellar (stala i výkonnou producentkou), která hraje obě dvojčata – Bridget Kellyovou i Siobhan Martinovou (v prvních informacích o show byly postavy pojmenovány jako Bridget Cafferty a Siobhan Marx) – a pro kterou to byla první větší práce v televizi od skončení seriálu Buffy, přemožitelka upírů v roce 2003. Jak sama Gellar uvedla, „vtip je v tom, že hraji pět postav. Hraji Bridget a Siobhan v současnosti, obě ženy ve vzpomínkových flashbacích a taky „Shivette“, což je Bridget předstírající, že je Siobhan.“ (Jméno „Shivette“, zkomolená kombinace jmen obou dvojčat, bylo přitom uvedeno i na její židli při natáčení.)
V průběhu února získali postupně svoje role v pilotní epizodě Nestor Carbonell (Victor Machado), Ioan Gruffudd (Andrew Martin, původně Andrew Marx), Mike Colter (Malcolm Ward), Tara Summers (Gemma Butlerová) a jako poslední v březnu 2011 Kristoffer Polaha (Henry Butler).
V průběhu července, srpna a září 2011 byli oznámeni představitelé důležitých vedlejších rolí, jako Jaime Murray, Justin Bruening, Billy Miller, Jason Dohring či Gage Golightly. Na konci července také došlo k přeobsazení postavy Juliet, Andrewovy dcery, kterou v pilotní epizodě původně ztvárnila Caitlin Custer, zatímco v seriálu ji hraje Zoey Deutch, s níž musely být přetočeny některé scény z pilotního dílu. Na sklonku října 2011 byla zveřejněna informace, že Julietinu matku bude hrát Andrea Roth.

### Hudba

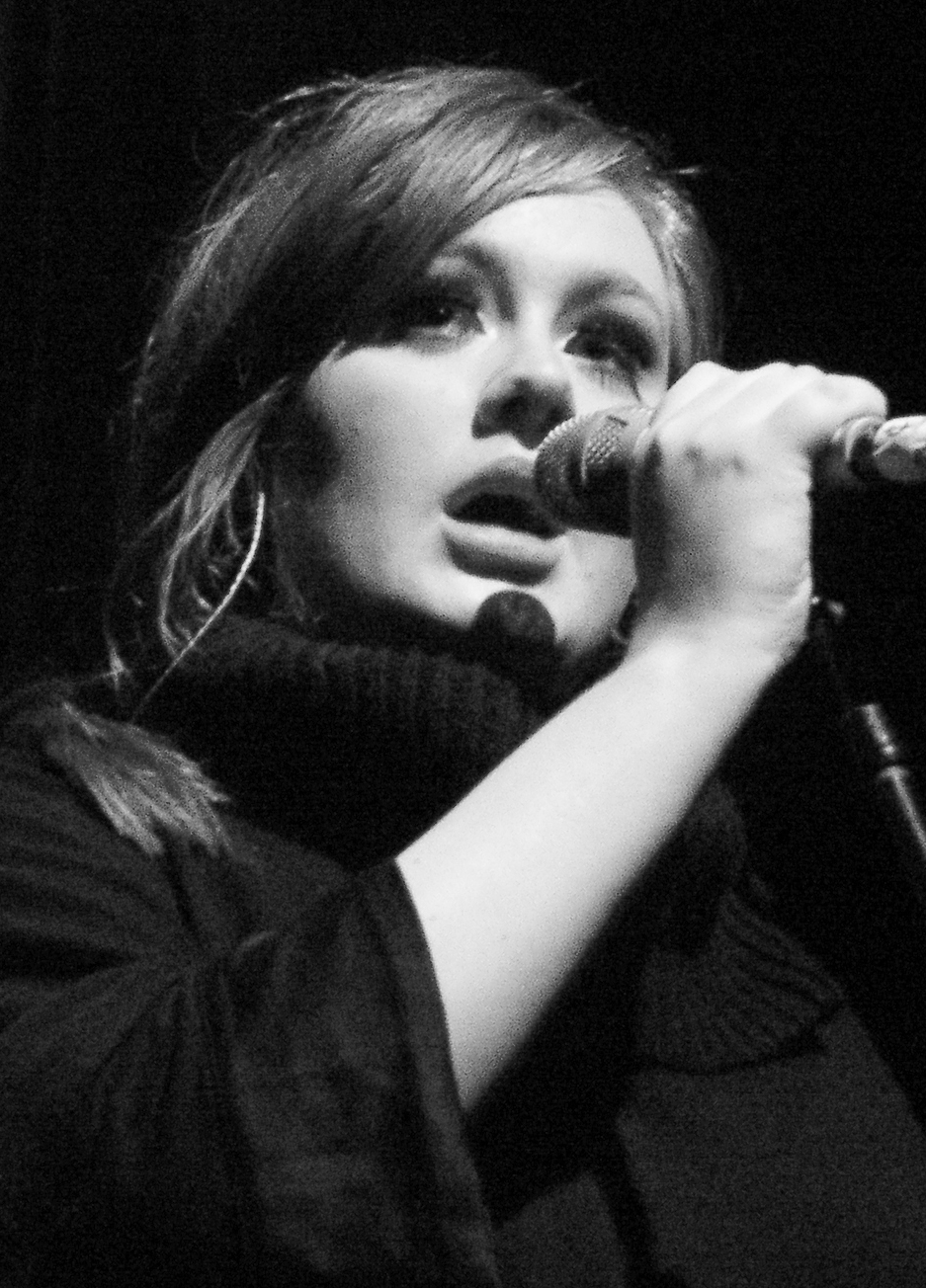
Zpěvačka Adele, jejíchž několik písní bylo použito v Nebezpečné identitě

Během seriálu zazní řada písní nezávislé hudební scény. Během klíčových scén pilotní epizody hrají, pro zdůraznění neo-noirového aspektu show, skladby ze 60. let 20. století „I Fall to Pieces“ od Patsy Cline a coververze písně „25 or 6 to 4“ od Pacifiky (její originál pochází od Chicaga). Do dalších dílů byly zařazeny např. skladby skupiny Portishead, či zpěvaček Lany Del Rey, Adele, Agnes Obel a Reginy Spektor. Poslední epizoda Nebezpečné identity končí písní „She's Long Gone“ od The Black Keys.
Znělku seriálu napsal Gabriel Mann ze skupiny The Rescues, který vytvořil hudbu i pro prvních pět epizod. Autorem hudby ostatních dílů je hudební skladatel Mark Snow.

### České znění
České znění v režii Jindřišky Švecové vyrobila společnost CET 21 ve studiu AudioTech v roce 2014. Překlad je dílem Veroniky Čápové.

## Vysílání
| Řada | Díly | Premiéra v USA | Premiéra v USA | Premiéra v ČR | Premiéra v ČR    |
| Řada | Díly | První díl      | Poslední díl   | První díl     | Poslední díl     |
| ---- | ---- | -------------- | -------------- | ------------- | ---------------- |
| 1    | 22   | 13. září 2011  | 17. dubna 2012 | 23. září 2014 | 8. prosince 2014 |

Představitelé hlavních rolí Sarah Michelle Gellar, Ioan Gruffudd, Kristoffer Polaha a Nestor Carbonell a producenti Eric Charmelo, Nicole Snyder a Pam Veasey se konci července 2011 zúčastnili Comic-Conu, kde fanouškům představili svůj nový projekt. Byl zde promítnut i prezentační videosestřih s představením nejdůležitějších postav. Pro propagaci show byla v srpnu 2011 v New Yorku a v Los Angeles nainstalována dvě velká zrcadla, která kolemjdoucím vytvářela vizuální dvojníky.
Pilotní epizoda Nebezpečné identity byla na stanici The CW odvysílána 13. září 2011 se sledovaností 2,84 milionů diváků, což bylo např. webem Entertainment Weekly označeno jako „solidní, nevzrušující čísla“. Připomenut i byl fakt, že se jednalo o nejvyšší sledovanost příslušného slotu (úterý, od 21 hodin) na The CW od pilotní dvojepizody seriálu 90210: Nová generace v roce 2008. Zájem diváků ale částečně opadl, první polovinu sezóny před zimní přestávkou se sledovanost pohybovala v rozmezí 1,5–2 milionů diváků, přičemž již nikdy nepřekročila dvoumilionovou hranici. Po návratu na obrazovky na konci ledna zhlédlo jedenáctý díl 1,4 milionů zájemců, avšak všechny ostatní epizody, včetně závěrečné ze dne 17. dubna 2012, se již pohybovaly pouze v rozmezí 1,05–1,25 milionů diváků. Ioan Gruffudd v březnu 2012 uvedl, že po tvůrčí stránce má seriál velkou šanci na pokračování, ale že se tvůrci bojí právě nízkých čísel sledovanosti. Výkonná producentka Pam Veasey prohlásila, že show se spletitým dějem asi nebyla vhodná pro všechny a že pokud by ji mohli dělat znovu, vytvořili by ji více „přístupnou“, „zřejmě s méně událostmi v jednotlivých epizodách“ a „s méně spletitým vykreslováním děje“. S nadějí na druhou řadu také uvedla, že v této případné sezóně by bylo použito méně retrospektivy a zaměřena by byla na příběh v současnosti. Seriál byl nicméně 11. května 2012 stanicí The CW zrušen. Mark Pedowitz, ředitel The CW, uvedl, že se to byla o „dobře provedená, dobře produkovaná a dobře napsaná show. Nicméně jednalo se o složitý seriál s navazujícím dějem.“
Seriál byl prodán do více zemí, včetně Jižní Ameriky, Austrálie a Asie. Na evropských obrazovkách se představil například ve Spojeném království (pilotní epizoda měla premiéru 29. září 2011), Francii, Španělsku, Portugalsku, Itálii či Nizozemsku. V Česku byl premiérově odvysílán na stanici TV Nova od 23. září do 8. prosince 2014, vždy v pondělí a úterý přibližně od 23:30 do 0:15.

## Přijetí

### Kritika
Na serveru Metacritic dostal pilotní díl na základě 29, převážně smíšených a pozitivních recenzí 59 bodů ze 100. Server Rotten Tomatoes ohodnotil seriál podle 33 recenzí 48 % s konečným verdiktem: „Dvě Sarah Michelle Gellar vytváří nezáživnou Nebezpečnou identitu horší než lepší, s obyčejným napětím, které se postupně stává hloupé a nepřesvědčivé.“

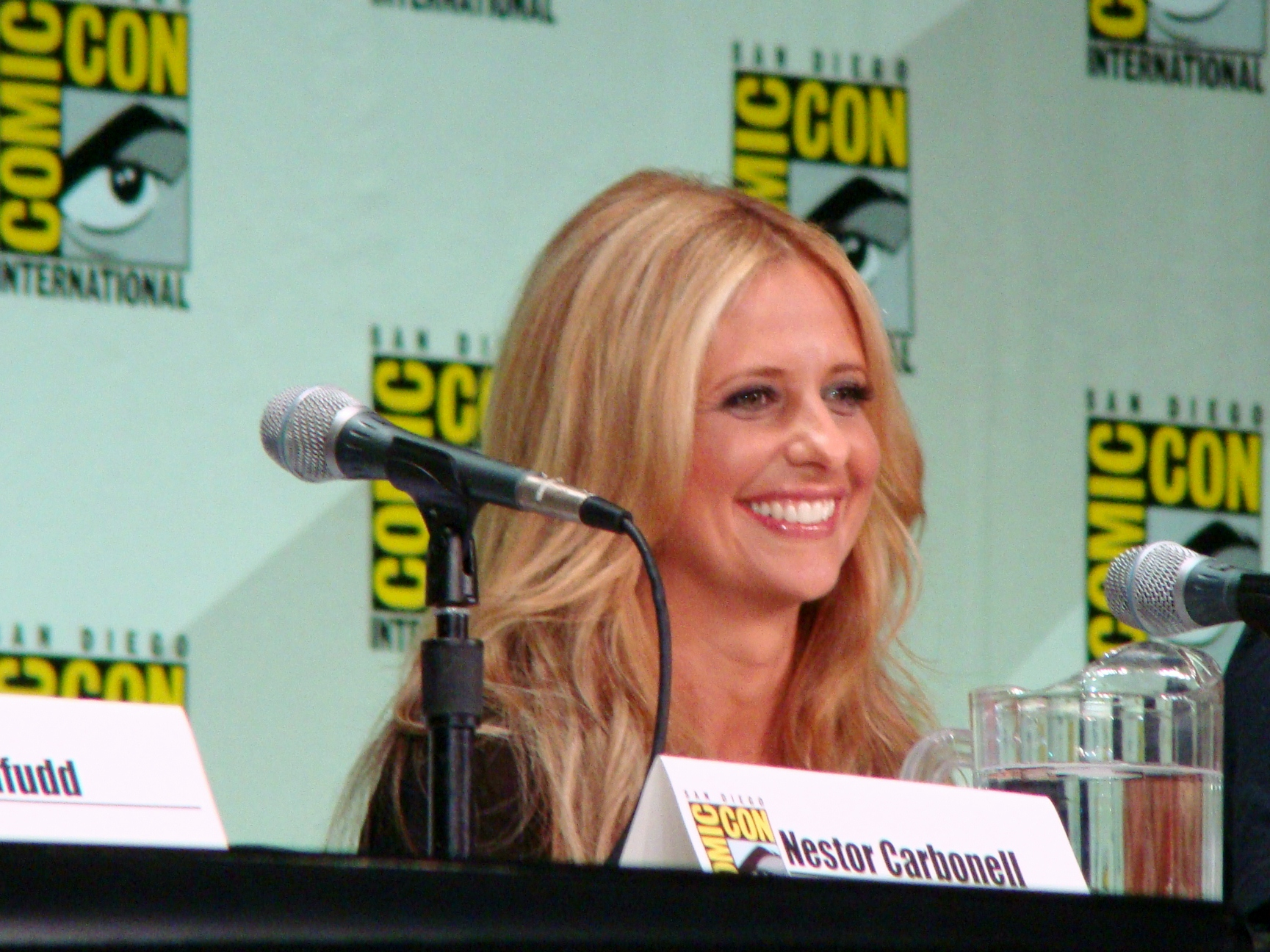
Sarah Michelle Gellar, představitelka titulní dvojrole

V recenzi pro TV.com byl Tim Surette z pilotního dílu nadšen, považoval jej sice za přehnaný kvůli „spletitému tajemství“, „ale slibující potenciálně dobrou zábavu“. Server After Elton napsal Nebezpečné identitě pozitivní hodnocení a označil ji za „nejlepší nový seriál roku“. Časopis People udělil show maximální počet čtyř hvězdiček. E! News označily seriál za „intenzivní“ a vyzdvihly jeho styl filmu noir. Sarah Michelle Gellar byla podle nich „ohromná“ a „fantastická“. Verdikt recenzenta zněl: „sledujte, sledujte, sledujte!“ Web televizního pořadu The Insider zařadil Nebezpečnou identitu na seznam „10 nejlepších nových podzimních seriálů“. Matt Mitovich ze serveru TVLine udělil pilotní epizodě pozitivní hodnocení s tím, že „příběh je důkladný, s volným koncem a různými detaily. Gellar, která hraje více rolí, odvádí dobrou práci… a ostatní herci nepředstavují slabý článek“. Nebezpečná identita byla jedním z editorových doporučení na Yahoo! s komentářem, že „první epizoda nabízí tolik šokujících zvratů a nečekaných události, že nebudete schopni se nadechnout.“ Deník New York Post dal seriálu tři ze čtyř hvězdiček s tím, že pilot je „tak dobrý, že CBS udělala chybu“, když jej přepustila The CW. Stejné hvězdičkové ohodnocení udělil Nebezpečné identitě deník USA Today s díky za „dva velmi dobré a jasně vymezené výkony Gellar“ (závěrečný komentář zněl: „Dostala jsi dobrou show, CW. Nezvorej to.“).
Hodnocení v recenzi v Las Vegas Weekly bylo smíšené: bylo to „trochu pošetilé, ale taky pikantní a dobře zahrané“. The Hollywood Reporter dospěl k závěru, že Gellar místo toho, aby byla záhadná, působí v pilotním díle v obou rolích pesimistické Bridget i bohaté Siobhan zmateně a mírně, což „těžko vytváří důvěru, že by mohla být základním kamenem takovéto show“. Deník Newsday přišel s podobným komentářem: zatímco Sarah Michelle Gellar vypadá „ohromně“, pořad, kterému udělil hodnocení C+, nebude pasovat do programu stanice kvůli své „netečnosti, nevýraznosti a troše staromódnosti“. Matthew Gilbert z The Boston Globe poskytl pilotnímu dílu negativnější hodnocení a udělil mu známku D, s tím, že speciální efekty označil za „mizerné“ a „lajdácké“ a příběh za „vytržený z kýčovité každodenní mýdlové opery“.
Kateřina Papstová v recenzi po prvních třech epizodách na FilmWebu O2Active uvedla, že Nebezpečná identita „staví na otřepaných klišé, ale zároveň funguje jako slušná oddechovka. Ve všech třech úvodních dílech se našla řada výborných okamžiků, ale na druhé straně je tu stejně velké množství hluchých míst.“ Hodnocení 60 % zakončila doporučením: „Pokud… patříte k fanouškům Sarah Michelle Gellar či máte v oblibě napínavé, mysteriózně laděné seriály, určitě si Nebezpečnou identitu užijete. Jen nesmíte mít příliš velké nároky“. Před odvysíláním závěrečného dílu první řady, v době, kdy panovala nejistota okolo budoucnosti seriálu, avšak byla známa nepříliš dobrá čísla sledovanosti druhé poloviny epizod, rozepsal server HitFix pět důvodů, proč nebyla Nebezpečná identita tak úspěšná: 1) „Děj byl příliš spletitý.“ (Mnoho zvratů, mnoho zápletek, mnoho postav s vlastními tajemstvími…) 2) „Byl vysílán na The CW.“ (Pilotní díl byl určen pro CBS, zatímco The CW je orientována spíše na mladší diváky, kteří chtějí „mladistvý sex-appeal v podobě Upířích deníků a Super drbny“.) 3) „Gellar nedostala takovou podporu, jakou si zasloužila.“ (Ostatní postavy nebyly, až na výjimky, rovnocennými partnery.) 4) „Faktor Pomsta.“ (V době premiéry Nebezpečné identity byl na stanici ABC také poprvé vysílán podobně laděný, avšak přímější thriller Pomsta.) 5) „Prostě nebyl tak dobrý.“ (Vyskytovalo se zde více scenáristických nedostatků.) Kromě těchto bodů Geoff Berkshire také poznamenal, že „Gellar není jen tak nějaká herečka. Ona je zkrátka Buffy Summersová… Necítila žádný tlak na úspěch v televizi. Už měla svoji Buffy, kdy prožila něco, co se už nikdy nemůže zopakovat.“

### Ocenění
V červnu 2011 získala Nebezpečná identita, společně s několika dalšími seriály, cenu Critics' Choice Television Award v kategorii Nejvíce strhující nový seriál. V průběhu let 2011 a 2012 byla oceněna v několika anketách časopisu TV Guide, kanálu E! a magazínu Entertainment Weekly. V různých kategoriích byla také nominována na ceny People's Choice Awards, NAACP Image Award a Teen Choice Awards.